# Miguel Ángel Cárcano
Pour les articles homonymes, voir Carcano.
Miguel Ángel Cárcano (18 juillet 1889, Córdoba - 9 mai 1978, Buenos Aires) est un diplomate et homme politique argentin.

## Biographie
Fils de Ramón José Cárcano, Miguel Ángel Cárcano est ambassadeur à Paris de 1938 à 1942.
Il est ministre de l'Agriculture, puis ministre des Affaires étrangères de 1951 à 1962.

### Sources
- (es) Cet article est partiellement ou en totalité issu de l’article de Wikipédia en espagnol intitulé « Miguel Ángel Cárcano » (voir la liste des auteurs).